# Józef – władca snów
Józef – władca snów (ang. Joseph: King of Dreams) – amerykański animowany film familijny z 2000 roku. Film oparty na biografii Józefa z biblijnej Księgi Rodzaju.

## Obsada (głosy)
- Ben Affleck – Józef
  - David Campbell – Józef (śpiew)
- Mark Hamill – Juda
- Richard Herd – Jakub
  - Russell Buchanan – Jakub (śpiew)
- Maureen McGovern – Rachela
- Jodi Benson – Asenat
- Judith Light – Zuleika
- James Eckhouse – Potifar
- Richard McGonagle – faraon
- Dan Castellaneta
- René Auberjonois
- Ken Hudson Campbell
- Steven Weber – Symeon
- Jess Harnell – Issachar
- Matt Levin – Benjamin
- Jeff Bennett – Lewi
- Tom Virtue – Ruben